# La Bernardière
La Bernardière é uma comuna francesa na região administrativa da Pays de la Loire, no departamento de Vendéia. Estende-se por uma área de 14,3 km². Em 2010 a comuna tinha 1 869 habitantes (densidade: 130,7 hab./km²).